# Casalgrasso
Casalgrasso (Casalgrass o Casàl in piemontese) è un comune italiano di 1 436 abitanti della provincia di Cuneo in Piemonte.

## Storia
Il Maresciallo Catinat, al servizio del Re Sole, che minacciava di occupare il Piemonte, si trovò a dover attraversare il Po al guado di Casalgrasso, ma i casalgrassesi cercarono di opporgli una qualche resistenza.
 Per i francesi fu facile venirne a capo e il Catinat, dopo aver sconfitto l'esercito sabaudo a Staffarda, si ricordò dell'affronto e bruciò il paese, che venne poi tutto ricostruito e che ancora oggi vanta come motto comunale la frase Hostibus resistit, cioè "Ho resistito al nemico".

### Simboli
Lo stemma, utilizzato dal comune anche se privo di formale decreto di concessione, è costituito da uno scudo a cartoccio, sormontato da un elmo ornato di piume rosse e azzurre. 
Il gonfalone è un drappo di bianco  riccamente ornato di ricami d'argento.

## Monumenti e luoghi d'interesse

### Architetture religiose
- Chiesa parrocchiale di San Giovanni Battista
- Chiesa della Confraternita
- Santuario della Madonna delle Grazie, con affreschi a tema Sindone.

### Architetture civili
- Palazzo del Municipio, costruito nell''800 in stile neogotico, e situato tra il verde al centro del paese.

### Architetture militari
- Castello. Agli inizi della storia documentata era stato dei Romagnano e poi delle famiglie Solaro/Solari, Ponte e Caissotti. Viene utilizzato come sede di una comunità socio-assistenziale.
- Rocca di Carpenetta. Poco fuori Casalgrasso, in direzione Racconigi, si staglia in mezzo alle campagne. In origine era un ricetto ed appartenne anche all'Abbazia di Staffarda. Già nel XII secolo queste terre erano bonificate ed il termine "Casalgrasso" sembra derivare difatti dalla fusione di casali e grassi proprio ad indicare la fertilità di queste campagne.

### Aree naturali
- parco fluviale del Po. Parte del territorio comunale si trova inserito nel parco fluviale del Po il cui scopo è la conservazione dell'ecosistema del fiume poiché quest'area riveste una notevole importanza anche come risorsa economica per Casalgrasso. Qui si ha la possibilità di osservare molte specie animali nel loro ambiente naturale e non poche cicogne bianche provenienti dal vicino centro LIPU di Racconigi.
- torrente Varaita, che proprio qui confluisce nel Po, ed il torrente Maira.
- Rio Pascolo delle oche, risorgiva di una certa importanza.

## Società

### Evoluzione demografica
Abitanti censiti

### Etnie e minoranze straniere
Secondo i dati Istat al 31 dicembre 2017, i cittadini stranieri residenti a Casalgrasso sono 119, così suddivisi per nazionalità, elencando per le presenze più significative:
1. Romania, 46
2. Albania, 23

## Cultura

### Eventi
La festa patronale, dedicata a san Giovanni Battista, si tiene ogni anno la terza domenica di giugno ed è organizzata dalla Pro Loco del paese.
La quarta domenica di settembre si tiene la "Sagra dei Tajarin" (degustazione del tipico piatto piemontese) organizzata dal gruppo ricreativo "I Baloss".

## Economia
L'economia è prevalentemente agricola, con diversi insediamenti industriali rivolti alla commercializzazione di macchinari per l'agricoltura e affini.

## Infrastrutture e trasporti
Tra il 1881 e il 1950 il comune fu servito dalla tranvia Torino-Saluzzo.

## Amministrazione
| Periodo        | Periodo        | Primo cittadino | Partito      | Carica  | Note   |
| -------------- | -------------- | --------------- | ------------ | ------- | ------ |
| 14 maggio 2001 | 30 maggio 2006 | Antonino Torre  | Lista civica | Sindaco | [ 10 ] |
| 30 maggio 2006 | 16 maggio 2011 | Michele Pipino  | Lista civica | Sindaco | [ 11 ] |
| 16 maggio 2011 | in carica      | Egidio Vanzetti | Lista civica | Sindaco | [ 12 ] |